# Успенка (Магжана Жумабаєва район)
Успе́нка (каз. Успенка) — село у складі району Магжана Жумабаєва Північноказахстанської області Казахстану. Адміністративний центр Успенського сільського округу.
Населення — 367 осіб (2021; 603 у 2009, 831 у 1999, 1455 у 1989).
Національний склад станом на 1989 рік:
- росіяни — 47 %
- німці — 20 %.